# Cyamops fiji
Cyamops fiji är en tvåvingeart som beskrevs av Baptista och Wayne N. Mathis 2000. Cyamops fiji ingår i släktet Cyamops och familjen savflugor.
Artens utbredningsområde är Fiji. Inga underarter finns listade i Catalogue of Life.